# انشان

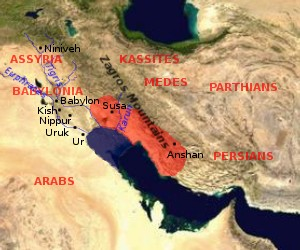
ناحیه قرمز رنگ کشور ایلام است که بر اساس نظر برخی باستان شناسان، انشان در شرق آن نشان داده شده است

اَنشان یا انزان نام ناحیهٔ مهم ایلامی در ایران باستان است که پس از کشف کتیبه‌های فراوان در تپه ملیان فارس مکان این شهر باستانی مشخص شد که از این شهر به عنوان زادگاه کوروش نیز یاد می‌گردد. حدود سال‌های ۱٬۱۰۰ تا ۷۷۰ پیش از میلاد، انشان که در قلب پارس بود، جزئی از خاک ایلام شد. در سال ۵۵۸ پیش از میلاد، پادشاهی کوروش بزرگ یا سیروس (کوروش دوم) در قلب پارس به مرکزیت انشان و نیز بیضا آغاز شد در منطقه بیضا فارس که بزرگراه آنشان است مجتمعی از چندین دره و دشت در هم رفته‌اند. در حدود ۳۰۰۰ سال قبل از میلاد آنشان همچنین یک منطقه دیوار مانند داشت. همچنین تعدادی روستا در ان حوالی وجود داشت. امروزه انشان در ۴۶ کیلومتری شمال شیراز و ۴۳ کیلومتری غرب تخت جمشید قرار دارد.

## اهمیتِ انشان در ایران باستان

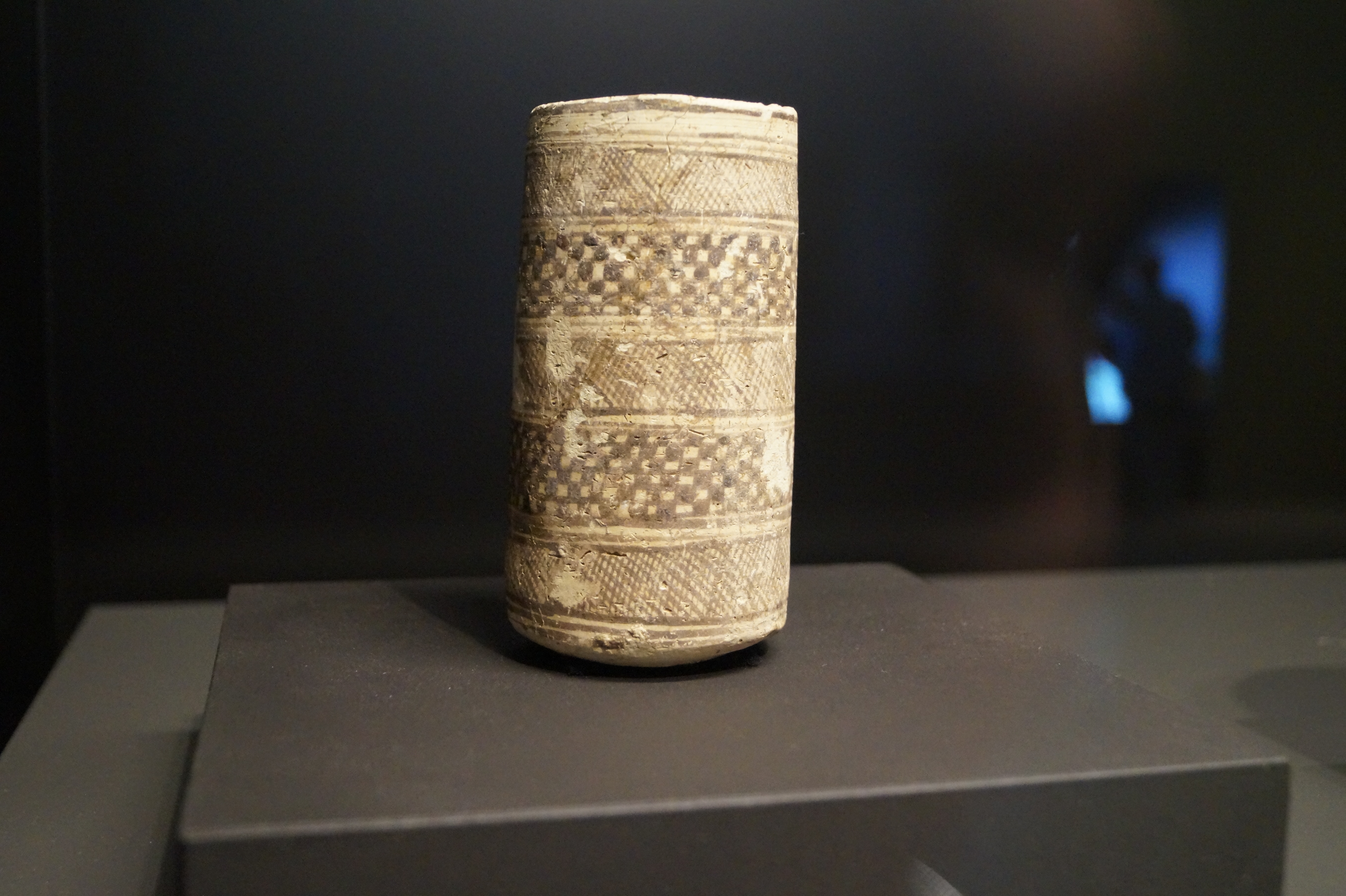
یک سرامیک سبک کفتری تلِ مالیان. ۱۶۰۰ تا ۲۲۰۰ قبل از میلاد. شوش

یک متن آشوری مربوط به تخریب ایلام توسط آشوربانی‌پال شاه پارسوآش را با عنوان کورَش ذکر می‌کند. این کوروش باید همان کوروش یکم درک سلسله نسب هخامنشی باشد. کوروش پیشنهاد با تبعیت از آشوربانی‌پال، پسرش اروکو را به‌عنوان تصدیق حسن نیتش به آشور فرستاد. این منبع، نخستین سند ورود خاندان هخامنشی به صحنهٔ تاریخ است.
در متن بابلی کوروش بزرگ پدربزرگش کوروش اول را شاه بزرگ انشان لقب می‌دهد. از اینرو به نظر می‌رسد که اولین کوروش، حاکم ایالت پیشین ایلامی انشان/انزان در فارس بوده و همچنین رئیس سیاسی پارسوآش (پَرسووَش) نیز بوده است. دو سرزمین پارشوآش و پَرسووَش مشخصاً منطبق هم هستند.

### انشان در فارس
اَنشان یا انزان نام ناحیه مهم ایلامی در فارس غربی و مرکز آن است. متون اکدی و سومری در اواخر هزاره سوم پیش از میلاد گواهی سرزمین انشان را می‌دهند. حاکمان ایلامی در هزاره دوم پیش از میلاد، به‌طور سنتی عنوان شاه انزان و شوشان شوش را داشتند، انزان معمولاً لفظ ایلامی انشان بود. در اواسط هزاره‌یکم پیش از میلاد، انشان سرزمین خانگی پارس‌های هخامنشی شد.
طی سالیان اخیر سرزمین و شهر انشان همواره شریک قسمت‌های مختلف جنوب ایران گرفته می‌شد. در ۱۹۷۰، محل گسترده باستانی که تپه ملیان نامیده می‌شد واقع در دشت بیضا شهرستان بیضا در غرب فارس (واقع در ۳۶ کیلومتری شمال غرب شیراز) به عنوان شهر گمشده پیشنهاد شده بود. بعدتر، قطعه پاره آجری با کتیبه‌ای به خط میخی ایلامی در سال‌های ۱۹۷۱ و ۱۹۷۲ در محل به‌دست آمد که قسمت‌هایی از یک تعهد را دربرداشت و توسط یک شاه ایلامی اواخر هزاره دوم پیش از میلاد، مربوط به یک معبد واقع در انشان توصیف شده است. علاوه بر این، تعدادی از متون اقتصادی-اداری حفاری شده در مَلیان در ۱۹۷۲ و بعد از آن گواهی داد که انزان، همان‌جایی است که در متون، نوشته شده بودند. این کشفیات سندی بر شناسایی مَلیان به عنوان محل شهر باستانی انشان می‌باشد.
در سال ۱۳۴۹، یافته‌های باستان‌شناسی در منطقهٔ تپه مَلیان (شهرستان بیضا) در دشت بیضای استان فارس این گمان را پیش کشید که تپه ملیان محل شهر گمشدهٔ انشان باشد. با یافتن پاره‌آجرهایی با خط میخی ایلامی در این محوطه، این گمان تقویت شد. این نوشته‌ها که به نام یک شاه ایلامی در هزارهٔ دوم پیش از میلاد است از هدایای او به معبد انشان نام می‌برد. با توجه به این یافته‌ها، نظریه‌ای که می‌گوید منطقه انشان شمال غربی استان فارس را در بر می‌گیرد، قطعیت یافت.
پَرسووَش آشوری باید همان پارسه فارسی باستان باشد که بیانگر مشخصه استان فارس است و این نباید با ناحیه پَرسووَش در استان کرمانشاه اشتباه گرفته شود و ما را گمراه کند. از همان زمان، انشان نامی سنتی برای جنوب بین‌النهرین برای ناحیه فارس شمالی محفوظ مانده است.

### انشان در خوزستان
ویل دورانت پیش از یافته‌های بیشمار باستان‌شناسان در شناخت موقعیت جغرافیایی انشان که در فارس می‌باشد، آنجا را بر اساس گمانه‌ها در خوزستان می‌پنداشت:
ولایت انشان (شامل خوزستان و چهارمحال و بختیاری) ساتراپ مادها بود.
پسر و جانشین هخامنش، (چیش‌پیش ۶۴۰ تا ۶۷۵ پیش از میلاد) به خود لقب پادشاه شهر انشان داده بود و ما تصور می‌کنیم که این شهر همان ایذه کنونی است.
و برگرفته از همین نظر، در فرهنگ معین نیز انزان و انشان، نامِ قدیمِ خوزستان درج شده است. و به‌دنبال آن در فرهنگِ دهخدا و پیرنیا نیز بهمین گونه است.
بعضی مردم شهرستان ایذه نام این شهر را برگرفته از انشان یا آنزان می‌دانند 

## یافته‌های باستان‌شناسی
در شرق دشت شوش و در حوضهٔ رود کُر شهر ملیان (انشان) ۵۰ هکتار وسعت داشته که این مساحت در اواخر دوران نیاایلامی (موسوم به دوران بانش) به ۱۵۰ هکتار می‌رسد و دور شهر آن را حصاری می‌سازند.
ملیان بزرگ‌ترین محوطهٔ نیاایلامی کاوش شده تا کنون است.
ملیان از اجتماع چند سکونت‌گاه کوچکتر در اوایل دوران بانش تشکیل شد.
باستان‌شناسان حدس می‌زنند که ملیان نیاایلامی در آغاز شهری کوچک بوده که ساکنان آن مقامات اداری و صنعتگران نیمه‌وقتی بوده‌اند که بسیاری از ایشان کشاورز یا دامدار نیز بوده‌اند.
به باور باستان‌شناسان، نظر به ماهیت دوگانهٔ جامعهٔ نیاایلامی (ترکیبی از کشاورزان یکجانشین و دامداران عشایری)، ملیان ابتدا به عنوان مکان گردهمایی و تراکنش بین یکجانشینان و عشایر بوده است.
تا اواخر دوران نیاایلامی، تهدیدهای خارجی چنان بودند که ساکنان ملیان مجبور شدند فعالیت‌های شاق ساخت دیواری عظیم را به دست بگیرند.
دیوار حصار پنج کیلومتر طول و احتمالاً ۲٫۵ متر ارتفاع داشته است و ۲۰۰ هکتار زمین را در خود جای داده است. کاوشگران حدس می‌زند برای ساخت این دیوار در یک دورهٔ ۱۴۰ روزه (فصل مناسب برای تهیهٔ خشت خام) حدود ۱٫۰۰۰ نفر لازم بوده، لذا با توجه به جمعیت حدوداً ۴٫۰۰۰ نفری ملیان در این دوره، احتمالاً افرادی غیر از ساکنان ملیان هم در ساخت آن نقش داشته‌اند. قطع خشت دیوار ۴۴ در ۲۲ در ۸ سانتی‌متر است و با گل اندود شده است.
دیوار روی شالوده‌ای سنگی ساخته شده بود و احتمالاً به موازات آن در داخل دیوارهای کوچکتری نیز برپا شده بودند.
عملیات کاوش TUV در بخشی جداافتاده در جنوب شرقی ملیان نشانگر سازه‌های خانگی است که در آنها شواهدی نیز از فعالیت‌های صنعت‌گری نیز یافت می‌شود.
ابنیهٔ آن از خشت خام مستطیلی ۴۰×۲۰×۸ و خشت خام مربعی ۲۰×۲۰×۸ ساخته شده‌اند.
اغلب دیوارهای یافت‌شده در کاوش TUV اندود شده بوده‌اند. چهار نوع اندود دیوار نیز در عملیات کاوش TUV یافت شده است که معمول‌ترین آن کاهگل است و بقیه عبارتند از اندود سفید (آهک گچی)، اندود رنگی (قرمز و مشکی)، و اندود «سیمانی» (ترکیب ماسه‌های ریز و ملاتی ناشناخته که کف یکی از بناها را اندود کرده است).
در عملیات کاوش ABC در شمال غربی ملیان مجموعه‌ای از چهار بنا در مقیاس یادمانی یافت شد. از بالاترین ساختمان (سطح ۲) با وصف انبار بزرگ یاد می‌شود و ساختمان سطح ۳ سازه‌ای بزرگ و خوش‌ساخت است که در آن اتاق‌ها و درها به شکلی رسمی جای گرفته‌اند و با نقش‌های هندسی و الگوهای گلدار تزئین شده‌اند.
در ساختمان سطح ۴ نیز که مربوط به اواخر دوران نیاایلامی است شواهدی از فعالیت‌های خانگی و صنعت‌گری یافت شده است.
بر اساس شواهد جدید، احتمالاً در اواخر دوران نیاایلامی سکوی عظیمی از خشت خام نیز در ملیان برپا شده بود.
در ۱۰ کیلومتری غرب ملیان، مجموعه‌ای از محوطه‌ها وجود دارد که در آن شواهد گسترده‌ای از صنعتگری (به‌ویژه تولید سفال) یافت شده است.
در دامنهٔ جنوبی کوه کوهنانی نیز مجموعه‌ای از محوطه‌های زیرزمینی یا کوتاه وجود دارد که در مقابل تهاجم قابل دفاع بوده‌اند.
از ۳٫۶۰۰ تا ۳٫۳۰۰ سال پیش در جنوب غربی ایران نیز اطلاعات چندانی وجود ندارد. جمعیت در این دوران کاهش یافته و سکونت‌گاه‌های باقی‌مانده در قالب گروه فرهنگی مشخص (که ویلیام سامنر آن را «فرهنگ قلعه» یا «فرهنگ چغا تیموران» می‌نامد) مسکون ماندند.
در دیگر جاهای دشت شوش تنها روستاهایی کوچک و پراکنده‌ای وجود داشته است.